# Franz Heinrich Ziegenhagen

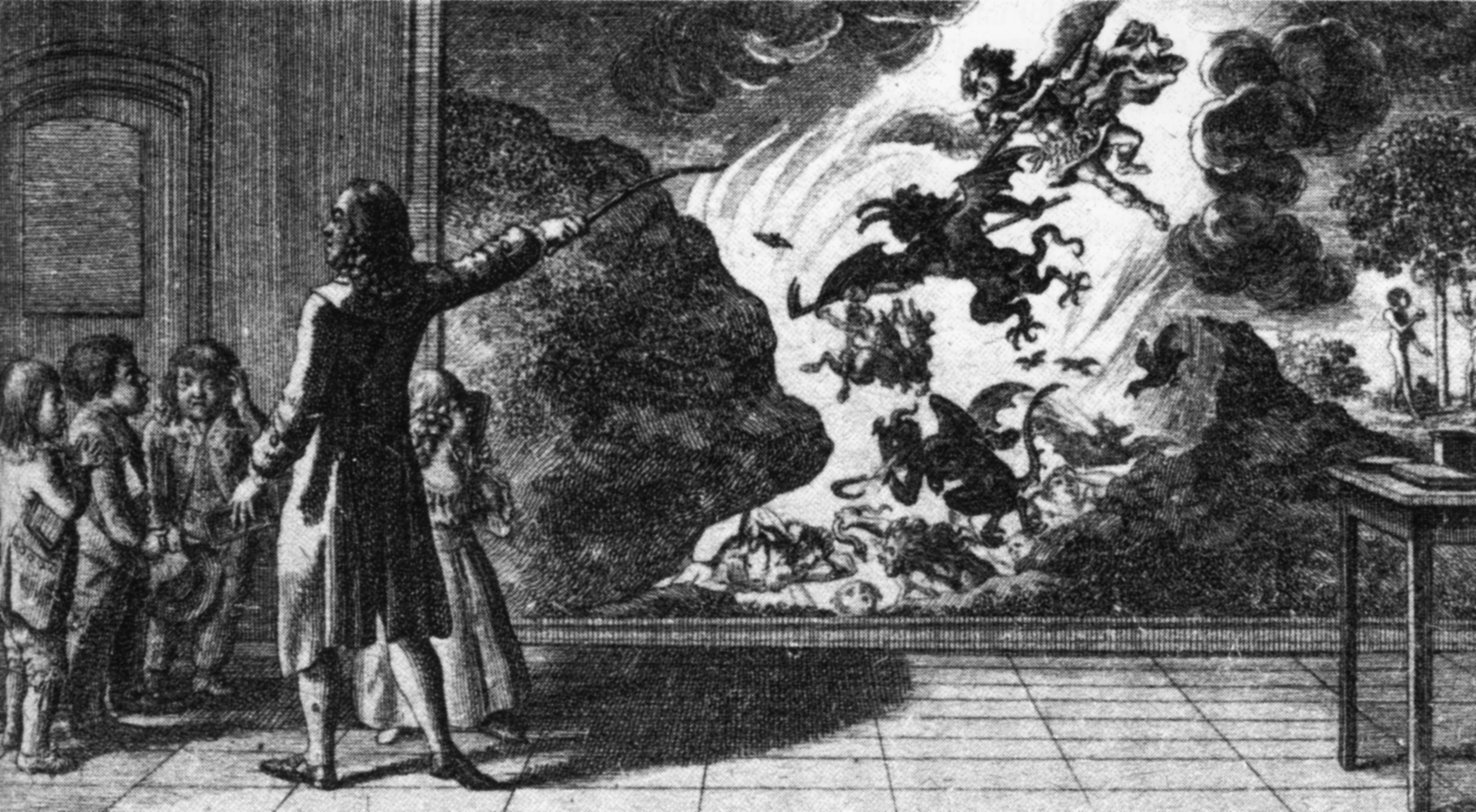
Grabado de Las relaciones exactas entre las obras de creación y la dicha de la humanidad en el que aparece un maestro atemorizando a sus alumnos hablándoles de los demonios.

Franz Heinrich Ziegenhagen (1753-1806) fue un escritor utopista ilustrado alemán. Es conocido por ser el autor de Las relaciones exactas entre las obras de creación y la dicha de la humanidad, una obra publicada en 1792 y que está considerada precursora del socialismo en Alemania.

## Biografía
Se sabe muy poco de su vida. Fue comerciante en Hamburgo durante un tiempo y luego se trasladó a Steintal, cerca de Estrasburgo, donde intentó crear una colonia basada en el principio de la «existencia natural». Mozart compuso una de sus últimas cantatas para celebrar su fundación. No pertenecía al mundo de las letras pero mantuvo estrechos contactos con los círculos ilustrados. Se suicidó en 1806.
En 1792 publicó la utopía Las relaciones exactas entre las obras de creación y la dicha de la humanidad, en la que parte del relato de las duras condiciones de vida y de trabajo de los obreros de Hamburgo, describiendo la miseria de los barrios donde viven. Para superar esta situación aboga por la abolición de la propiedad privada, sustituida por la propiedad comunitaria.
Como el resto de los ilustrados confía en la educación y en la extensión de las luces para superar los males que se abaten sobre la sociedad. Sin embargo, a diferencia de otros utopistas ilustrados, no defiende el ateísmo, aunque critica la fe infantil y ciega. En la obra se nota la influencia de los utopistas franceses Mably y Morelly y de El Espejo Dorado (1772) de Christoph Martin Wieland.